# Мэля, Ян

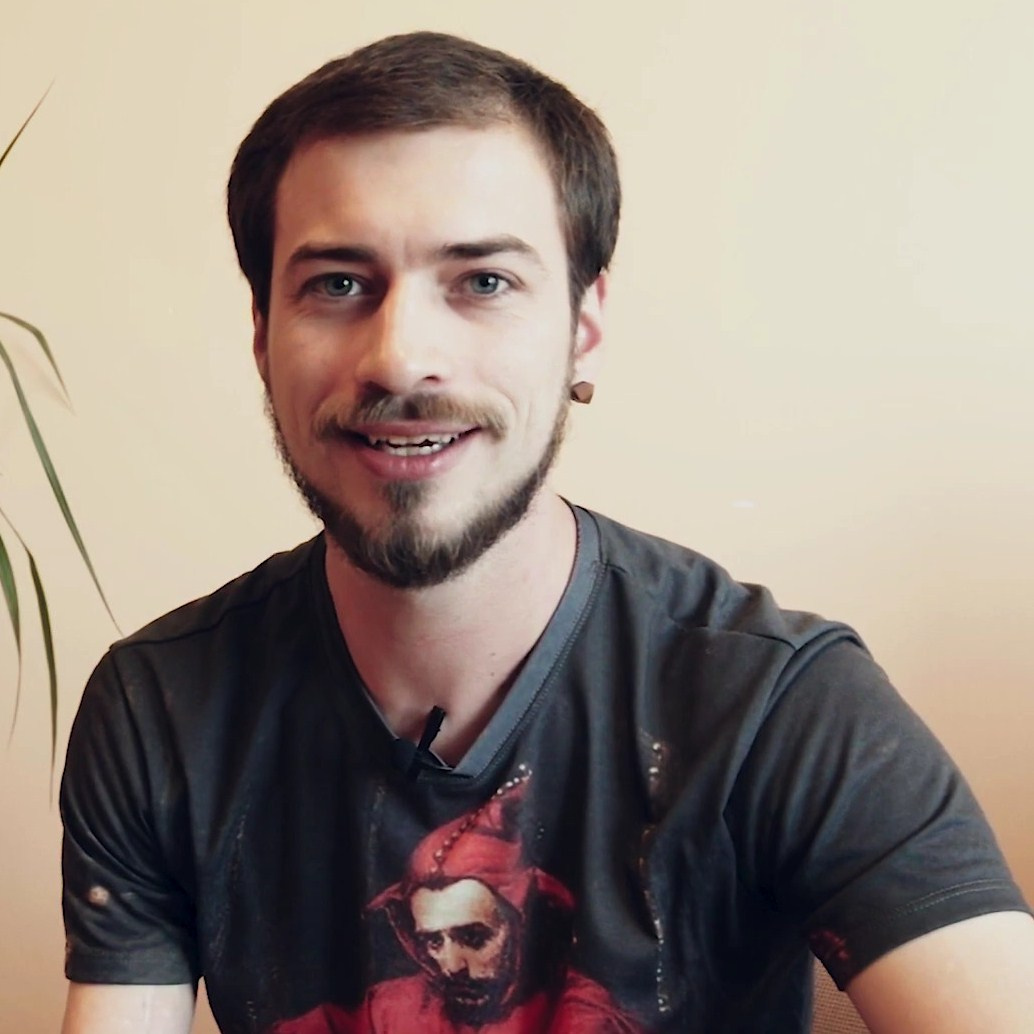
Jan Mela

Ян Мэ́ля (пол. Jan Mela; род. 30 декабря 1988, Гданьск) — польский полярник.
Самый молодой человек и первый инвалид в мире, который в течение одного года (2004) достиг обоих полюсов без посторонней помощи (вместе с Мареком Каминьским и кинооператором Островским).